# Marie Mazovská
Marie Mazovská (1408/15 – 14. února 1454) byla sňatkem s Bogislavem IX. pomořanskou vévodkyní a v letech 1446 až 1449 pomořanskou regentkou.

## Život
Marie se narodila jako šestá dcera vévody Zemovíta IV. Mazovského a Alexandry, dcery litevského velkoknížete Algirdase a sestry polského krále Vladislava II. Jagella.
24. června 1432 se Marie v Poznani provdala za pomořanského vévodu Bogislava IX., bratrance a dědice Erika Pomořanského, který byl ustanoven králem Dánska, Norska a Švédska. Manželství posílilo spojenectví mezi Bogislavem IX. a králem Vladislavem II. Jagellem proti řádu německých rytířů. Řád se proto snažil svatbě zabránit a Bogislav musel do Poznaně přijet oblečený jako poutník.
Po manželově smrti 7. prosince 1446 se Marie stala regentkou jeho území, a to až do roku 1449, kdy se vrátil mužský dědic, bývalý král Erik, který byl sesazen ze svých trůnů.
Marie zemřela 14. února 1454. Pohřbena byla v kapli zámku Słupsk.

## Potomci
Za čtrnáct let manželství porodila Marie tři dceryː
- Žofie Pomořanská (1435 – 24. srpna 1497)
- Alexandra Pomořanská (1437 – 17. října 1451)
- dcera (? – asi před 30. listopadem 1449)